# Nicolas Peschier
Nicolas Peschier, né le 16 mai 1984 à Guilherand-Granges, est un céiste français pratiquant le slalom. Il est le frère de Benoît Peschier et le fils de Claude Peschier.

## Palmarès

### Jeux olympiques
- 2004 à Athènes,  Grèce
  - participation au C1

### Championnats du monde de canoë-kayak slalom
- 2007 à Foz do Iguaçu,  Brésil
  -  Médaille d'or en C-1 par équipe

- 2009 à La Seu d'Urgell,  Espagne
  -  Médaille d'argent en C-1 par équipe

- 2011 à Bratislava,  Slovaquie
  -  Médaille d'or en C-2 par équipe

- 2013 à Prague,  Tchéquie
  -  Médaille d'argent en C-1 par équipe

### Championnats d'Europe de canoë-kayak slalom
- 2009 à Nottingham  Royaume-Uni
  -  Médaille d'argent en C-1 par équipe

- 2010 à Čunovo  Slovaquie
  -  Médaille de bronze en C-1 par équipe

- 2011 à La Seu d'Urgell,  Espagne
  -  Médaille d'or en C1 par équipe
  -  Médaille d'argent en Canoë biplace (C2)

- 2013 à Cracovie  Pologne
  -  Médaille d'or en C-2